# 東高野街道
東高野街道（ひがしこうやかいどう）とは、かつて京都から高野山への参詣道として用いられた街道。

## 概要
数ある高野街道のうち、いちばん東側に位置する道筋。八幡（京都府八幡市）で京街道 (大坂街道) と別れ、河内国の東部を通り、長野（大阪府河内長野市）で西高野街道と合流し、
以南は高野街道として紀見峠、橋本、高野山へ至る。
いつ頃に形成されたかは定かでない。既存の集落を経ず、出来るだけ直線になるように通されており、自然発生的に形成された道ではなく、計画に基づいて建設された古代道路であると言われている。
淀川水系の河川や、かつて存在した巨大な河内湖（深野池）周辺の湿地帯を避けて生駒山地の麓を通り、河内国府（現在の藤井寺市）付近で大和川を越えると石川の左岸に沿って通った。
平安時代には駅が設置され、京と河内国府を結ぶ官道としても重要であったとされる。
その後は官道としての重要性は薄れたものの、仏教信仰の一般化に伴い、高野山参りが盛んになると参拝道として賑わうようになった。
現在では、府道長尾八幡線、枚方バイパス、府道枚方交野寝屋川線、府道枚方富田林泉佐野線と国道170号（旧道）各道の大半に相当または平行する。羽曳野市内竹之内街道との交差地点の整備が「歴史文化のみち東高野」で、平成5年度手づくり郷土賞（ふるさとの風景にとけこむ道）受賞。	

## 経由地（主な施設・旧跡）
京都府八幡市

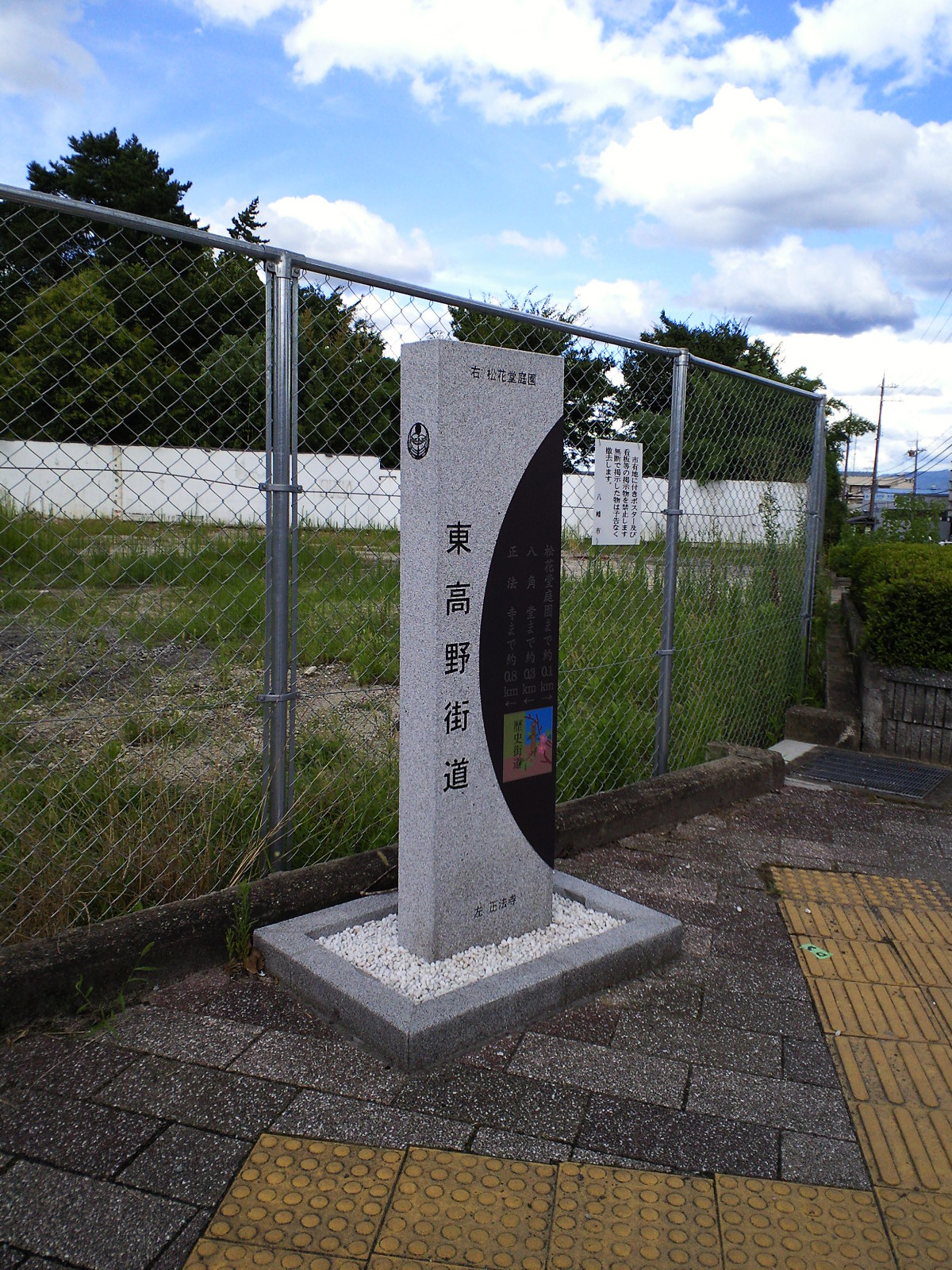
東高野街道の碑（八幡市・神原交差点）

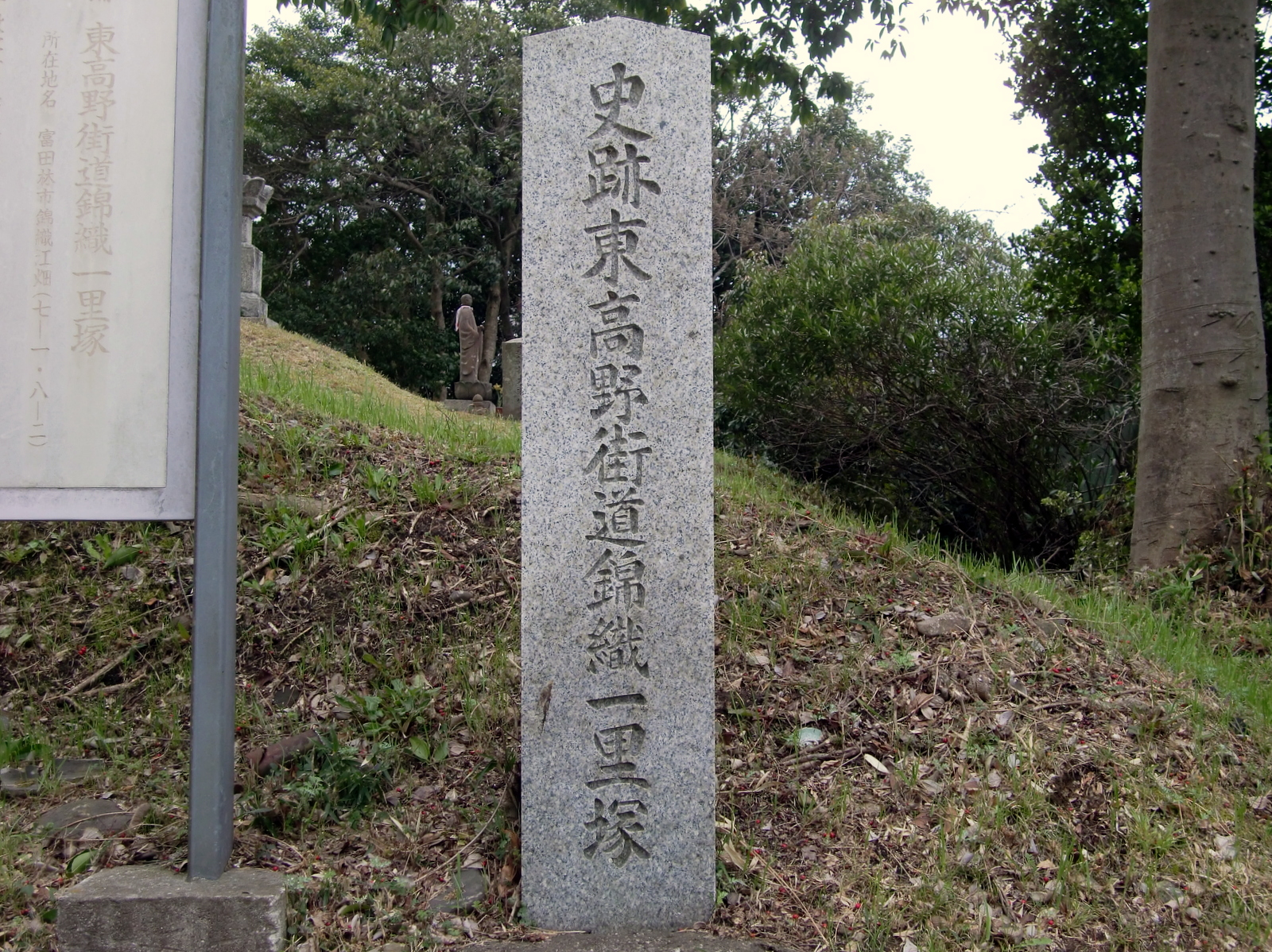
史跡東高野街道錦織一里塚の碑（大阪府富田林市）

- 八幡 （京街道 (大坂街道)分岐点、石清水八幡宮）
- 洞ヶ峠

大阪府枚方市
- 田口 （出屋敷交差点付近）

交野市
- 郡津 （京阪交野線郡津駅）

寝屋川市
- 国守

四條畷市
- 中野 （清滝街道と交差）

大東市
- 野崎 （野崎観音）
- 中垣内 （中垣内越道と交差）

東大阪市
- 石切 （石切剣箭神社）
- 豊浦 （暗越奈良街道と交差）
- 瓢箪山 （瓢箪山稲荷神社）

八尾市
- 楽音寺 （十三街道と交差）
- 恩智 （恩智神社）

柏原市
- 安堂

藤井寺市
- 船橋 （新大和橋、船橋の渡船）
- 国府 （河内国府所在地、長尾街道・竜田越奈良街道交点）

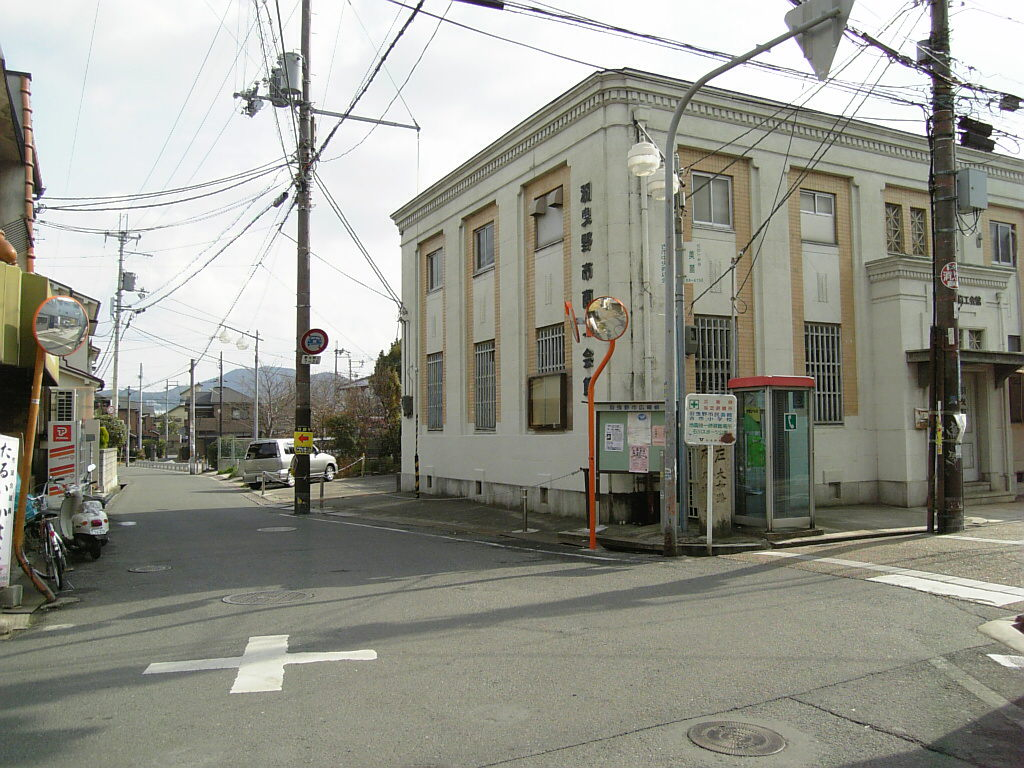
蓑の辻（古市四つ辻）・羽曳野市内
竹内街道との交点。左右方向が東高野街道。（2007年1月撮影、写真の羽曳野市商工会館は現存せず。）

- 道明寺（道明寺天満宮）

羽曳野市
- 誉田 （誉田八幡宮）
- 古市 （古市街道、竹内街道と交差）

富田林市
- 富田林寺内町
- 甲田 （錦織神社）

河内長野市
- 長野 （西高野街道と合流）